# Tjuolmajaure
Tjuolmajaure är en sjö i Kiruna kommun i Lappland och ingår i Torneälvens huvudavrinningsområde. Sjön har en area på 0,729 kvadratkilometer och ligger 878 meter över havet. Sjön avvattnas av vattendraget Ittetjuolmajåkkå.

## Delavrinningsområde
Tjuolmajaure ingår i det delavrinningsområde (762394-168501) som SMHI kallar för Utloppet av Tjuolmajaure. Medelhöjden är 957 meter över havet och ytan är 8,4 kvadratkilometer. Det finns inga avrinningsområden uppströms utan avrinningsområdet är högsta punkten. Ittetjuolmajåkkå som avvattnar avrinningsområdet har biflödesordning 3, vilket innebär att vattnet flödar genom totalt 3 vattendrag innan det når havet efter 499 kilometer. Avrinningsområdet består mestadels av kalfjäll (91 procent). Avrinningsområdet har 0,73 kvadratkilometer vattenytor vilket ger det en sjöprocent på 8,6 procent.